# Артёмов, Вячеслав Дмитриевич
Вячеслав Дмитриевич Артёмов (7 февраля 1931, Люберцы, СССР — 26 декабря 2017) — советский и белорусский футболист, тренер и функционер. Выступал на позиции полузащитника. Мастер спорта СССР.

## Карьера
С 1945 по 1950 год выступал за «Трактор» (Люберцы), с 1951 по 1958 год — за минское «Динамо» («Спартак»), с 1959 по 1960 год — за «Урожай» (Минск), с 1961 по 1964 год — за витебское «Красное знамя» («Двина»). В классе А провёл 33 матча.

## Тренерская карьера
С 1962 года на тренерской работе. Был играющим тренером витебских команд мастеров «Красное знамя», «Двина», «Витязь» с 1962 по 1964 год, тренером с 1964 по 1967 год, старшим (главным) тренером с 1968 по 1984 год, тренер с 1985 по 1986 год. Начальник команды «Кимовец» (Витебск, фарм-клуб ФК «Витебск») с 1995 по 1996 год.

## Достижения
- Бронзовый призёр Чемпионата СССР: 1954
- Чемпион Всесоюзного Совета Динамо: 1951
- Чемпион БССР: 1951
- Чемпион Всебелорусской спартакиады: 1956